# 日南・志布志道路
日南・志布志道路（にちなん・しぶしどうろ）は、宮崎県日南市、串間市及び鹿児島県志布志市を通る延長6.9km（油津・夏井道路の事業区間・基本計画区間を除く）の国道220号バイパスである。
全線が東九州自動車道（高速自動車国道、路線番号「E78」）に並行する一般国道自動車専用道路である。2016年（平成28年）日南区間、志布志区間が新規事業化された。このとき日南東郷IC - 志布志ICの内、油津IC - 夏井IC間の事業化は見送られたが、2019年に一部が事業化された。

## 概要
日南区間
- 起点：宮崎県日南市東弁分乙
- 終点：宮崎県日南市平野
- 全長：3.2km
- 車線数：完成2車線
- 設計速度：80km/h

志布志区間
- 起点：鹿児島県志布志市志布志町帖
- 終点：鹿児島県志布志市志布志町志布志
- 全長：3.7km
- 車線数：完成2車線
- 設計速度：80km/h

## 沿革
- 2016年（平成28年）
  - 3月8日 - 東九州自動車道の未事業化区間である日南 - 志布志間 (40.7 km)のうち、日南IC - 油津IC間 (3.2 km)と夏井IC - 志布志IC間 (3.7 km)が国道220号日南・志布志道路として新規事業採択時評価の候補路線となる[3]。
  - 4月1日 - 日南IC - 油津IC間、夏井IC - 志布志IC間が事業化[4]。
  - 9月2日 - 日南IC（仮称）の正式名称が「日南東郷IC」に決定[5]。
- 2019年（平成31年）
  - 3月1日：油津IC - 南郷IC(6.4 km)、奈留IC - 夏井IC(14.1 km)が国道220号油津・夏井道路として新規事業採択時評価の候補路線となる[6]。
  - 3月29日 - 油津IC - 南郷IC、奈留IC - 夏井IC間が事業化[7][8][9]。

## インターチェンジなど
- IC番号欄の背景色が■である部分については道路が供用開始済みの区間を示している。また、施設名欄の背景色が■である部分は施設が供用されていない、または完成していないことを示す。なお、未開通区間の名称は仮称である。
- スマートICは背景色■で示す。
- ハーフICは備考欄に通行可能となる出入口を記してある。
- 路線名の特記がないものは市町道。
- BSのうち、○/●は運用中、◆は休止中の施設。無印はBSなし。

凡例
JCT : ジャンクション、IC : インターチェンジ、SIC : スマートインターチェンジ、SA : サービスエリア、PA : パーキングエリア、BS : バスストップ、TB : 本線料金所、TN : トンネル
| IC 番号                            | 施設名         | 接続路線名                                            | 北九州JCT から (km) | 夏井から (km) | BS | 備考                    | 所在地   | 所在地   |
| ---------------------------------- | -------------- | ----------------------------------------------------- | ------------------- | ------------- | -- | ----------------------- | -------- | -------- |
| E10 東九州自動車道 宮崎・大分方面  |                |                                                       |                     |               |    |                         |          |          |
| 32                                 | 日南東郷IC     | 県道434号風田星倉線                                   | 340.3               |               |    | 宮崎方面出入口          | 宮崎県   | 日南市   |
| -                                  | 油津IC（仮称） | 国道222号                                             | 343.5               |               | -  | 事業中                  | 宮崎県   | 日南市   |
| 油津・夏井道路（油津区間）         |                |                                                       |                     |               |    |                         |          |          |
| 南郷奈留道路                       |                |                                                       |                     |               |    |                         |          |          |
| 油津・夏井道路（串間・夏井区間）   |                |                                                       |                     |               |    |                         |          |          |
| -                                  | 夏井IC（仮称） |                                                       | 377.3               | 0.0           | -  | 事業中 志布志方面出入口 | 鹿児島県 | 志布志市 |
| 35                                 | 志布志IC       | 国道220号（現道） 都城志布志道路 県道63号志布志福山線 | 381.0               | 3.7           | -  |                         | 鹿児島県 | 志布志市 |
| E78 東九州自動車道 鹿屋串良JCT方面 |                |                                                       |                     |               |    |                         |          |          |